# Gertrud Lorenz
Gertrud Lorenz (* unbekannt; † unbekannt) war eine deutsche Kunstgewerblerin.

## Leben
Gertrud Lorenz gehörte zu den ersten Schülerinnen der 1902 gegründeten Lehr- und Versuch-Ateliers für angewandte und freie Kunst in München von Wilhelm von Debschitz. Sie studierte auch bei Hans Eduard von Berlepsch-Valendas in dessen „Schule für Malerei und Dekorative Kunst“ in Planegg.
1905 wird erwähnt, dass sie eine eigene „Werkstatt für angewandte Kunst“ in Dresden führte. 1906 beteiligte sie sich an der Dritten Deutschen Kunstgewerbeausstellung Dresden. Um 1913 trat die Firma unter der Bezeichnung „Werkstätte für angewandte Kunst Gertrud Lorenz und Hanni Zimmermann“ auf. Im Angebot waren Stickereien, Porzellan, Töpfereien, Korbmöbel, Körbe und Schmucksachen. Vom damaligen Verkaufs- und Ausstellungsraum am Ferdinandplatz 1 ist eine Abbildung in der englischsprachigen Fachzeitschrift „International Studio“ überliefert. Gertrud Lorenz betätigte sich im Bereich des Kunstgewerbes auch als Lehrerin.
Lorenz war Mitglied des Dresdner Kunstgewerbevereins. Sie betätigte sich im Umfeld  der Gruppe Dresdner Künstlerinnen, Ortsverband Dresdner Künstlerinnen des 1908 neu gegründeten Bundes deutscher und österreichischer Künstlerinnenvereine.
Dressler listet noch in der Ausgabe von 1930 den Wohnort von Gertrud Lorenz mit Strehlenerstraße 52 in Dresden.

## Werk
Gertrud Lorenz war im Bereich der kunstgewerblichen Innenarchitektur tätig. Sie gestaltete ganze Einrichtungen von Wohnungen und Häusern. Ihre Arbeiten wurden regelmäßig in den Fachzeitschriften der damaligen Zeit besprochen:

„Der Name Gertrud Lorenz steht unter den ersten Namen unseres Kunstgewerbes.“

Für die Korbflechterei Julius Mosler in München entwarf sie Korbmöbel, die auch an der Dritten Deutschen Kunstgewerbeausstellung Dresden präsentiert wurden.